# Oldenborg
Lo HDMS Oldenborg è stato un vascello da 64 cannoni in servizio tra il 1782 e il 1799 nella Reale Marina dei Regni di Danimarca e Norvegia

## Storia
Il vascello da 64 cannoni Oldenborg, prima unità della Classe Indfødsretten, venne progettato dall'ingegnere navale Henrik Gerner, e impostata presso il cantiere navale Nyholm Dyd di Copenaghen, fu varata nel 1779.
Appena varata la Oldenborg venne immediatamente collocata "in ordinario" nell'ancoraggio della flotta danese a Nyholm, prendendo il mare per la prima volta nel 1782, tre anni dopo la sua costruzione, per navigare con uno squadra di navi da guerra danesi nel Mare del Nord. L'anno successivo, nel 1783, l'Oldenborg fu inviato nel Mediterraneo, come nave di bandiera del contrammiraglio Adam Gottlob Ferdinand Moltke,  per proteggere i mercantili danesi neutrali e gli interessi commerciali nazionali durante le fasi finali della guerra d'Indipendenza americana, e visitò Algeri (una potenza corsara barbaresca) e Napoli.
Nel 1784 lo Oldenborg effettuò una crociera nel Mar Baltico. Dopo una pausa di quattro anni durante i quali lo Oldenborg fu posto in riserva, nel 1788 entrò a fare parte di una squadra navale che si recò in Norvegia trasportando il principe ereditario di Danimarca.
Dopo altri anni di riserva ordinaria, nel 1796 lo Oldenborg navigò come parte di una squadra navale composta da unità danesi e svedesi nel Mare del Nord, per proteggere i mercantili neutrali danesi e svedesi durante la guerre rivoluzionarie francesi.
Nel 1798 lo Oldenborg fu inviato sull'isola di Sant'Elena nell'Atlantico meridionale, per proteggere un convoglio di mercantili danesi diretti in Patria. Nel 1799 il vascello ricevette l'ordine di recarsi a Capo Buona Speranza per scortare dei convogli di navi mercantili danesi impegnati nel commercio con l'Asia. Durante questo viaggio lo Oldenborg, al comando del commodoro Olfert Fischer, fece naufragio nella rada di Città del Capo, in Sudafrica, durante una burrasca da nord-ovest il 5 novembre 1799.  Non vi furono perdite tra i membri dell'equipaggio.

### Fonti
1. 1 2  Tree Decks.
2. 1 2 3 4 5 6 7 8 9  Dansk Militærhistorie.